# Funk & Wagnalls
Funk & Wagnalls é uma editora com sede em Nova Iorque. Foi fundada em 1875 por Isaac Kaufmann Funk, com o nome de I.K. Funk & Company.
Sua primeira publicação foi Metropolitan Pulpit. Em 1877, Adam Willis Wagnalls, um dos colegas de Funk no Wittenberg College, atual Universidade de Wittenberg, tornou-se sócio da empresa, e o nome da editora foi trocado em 1890 para Funk & Wagnalls Company.
Antes de 1890, a editora publicava exclusivamente livros de teor religioso. A publicação de The Literary Digest, em 1890, marca a mudança para uma editora especializada em dicionários e enciclopédias. Em 1894 foi lançada a sua mais memorável publicação, The Standard Dictionary of the English Language. Em 1912 foi lançada a Funk & Wagnalls Standard Encyclopedia. Em 1965, a empresa foi adquirida por Reader's Digest Association e, posteriormente, por Dun & Bradstreet. Nos anos seguintes, a companhia vendeu seus direitos de publicação para outras empresa.
Atualmente a enciclopédia existe apenas como Funk & Wagnalls New World Encyclopedia, uma obra de consulta eletrônica disponibilizada a instituições educacionais pelo World Almanac Education Group.
Parte do conteúdo da enciclopédia foi incluído na enciclopédia digital Encarta, da Microsoft.